# Piojos y piojitos
Piojos y piojitos segundo disco infantil grabado por alumnos de la escuela argentina "El jardín de la esquina". El álbum, lanzado en 1991, fue producido por Carlos Villavicencio y Daniel Grinbank.
Piojos y piojitos incluyó versiones de viejos hits del rock argentino, como "Hulla hulla" (de Los Twist) y "El oso" (de Moris). El resto del repertorio recorre canciones de María Elena Walsh y popurrís de canciones infantiles con ritmo de rock.
Los intérpretes de las canciones del disco fueron las maestras del jardín de infantes y los alumnos, entre de los cuales se encontraba el hijo de Daniel Grinbank, lo que motivó que produjera el disco. 
Fue un éxito de ventas, y recibió críticas positivas.

## Temas
01.Piojos y piojitos - 2:14

02.Samba Lelé - 1:28

03.Miranda, la lechuza - 0:51

04.La mentirosa - 2:39

05.La canción del clic - 1:40

06.Ay bruja, bruja, brujita, brujita (Letra de Fito Páez) - 3:53

07.La fábrica de nubes - 2:22

08.Popurrí:Arroz con leche/La farolera/Manuelita la tortuga/El elefante Trompita/El jardín de la esquina - 2:17

09.El calipso - 1:45

10.Hulla hulla - 2:53

11.Milonga de los ratones marrones - 1:18

12.La brujita Tapita - 1:12

13.El tren de las 5 de la tarde - 1:51

14.El jardín de la esquina - 2:05

15."El oso" (Part. Especial: Fito Páez) - 4:46